# Amietia chapini
Espèce
Statut de conservation UICN

 LC  : Préoccupation mineure
Synonymes
- Rana chapini Noble, 1924
- Rana amieti Laurent, 1976
- Afrana amieti (Laurent, 1976)
- Amietia amieti Frost, Grant, Faivovich et al., 2006

Amietia chapini est une espèce d'amphibiens de la famille des Pyxicephalidae.

## Systématique
L'espèce Amietia chapini a été décrite en 1924 par Gladwyn Kingsley Noble sous le protonyme de Rana chapini dans une publication annotée par James Paul Chapin et Herbert Lang.

## Répartition
Cette espèce vit dans le centre-Est de la République démocratique du Congo. Elle se rencontre à environ 700 m d'altitude dans le territoire de Pangi. Elle a été trouvée aussi en Zambie.

## Description
L'holotype de Amietia chapini, un mâle adulte, mesure 78 mm. Sa tête est large de 21 mm. Son dos est uniformément brun sombre, sa tête est grisâtre et des taches indistinctes sont présentes sur ses pattes. Sa face ventrale est jaunâtre, marbré de brun et de blanc sur sa gorge, son poitrail et les côtés de son ventre.

## Étymologie
Le taxon synonyme Rana amieti est nommée en l'honneur de Jean-Louis Amiet.

## Publication originale
- (en) G. K. Noble, Herbert Lang et James P. Chapin, « Contributions to the herpetology of the Belgian Congo based on the collection of the American Museum Congo Expedition, 1909-1915. Part 3, Amphibia », Bulletin of the American Museum of Natural History, New York, Musée américain d'histoire naturelle, vol. 49, no 2,‎ 1924, p. 147-347 (ISSN 0003-0090 et 1937-3546, OCLC 1287364, lire en ligne).